# Rennes-sur-Loue
Pour les articles homonymes, voir Rennes (homonymie) et Loue (homonymie).
Rennes-sur-Loue est une commune française située dans le département du Doubs, la région culturelle et historique de Franche-Comté et la région administrative Bourgogne-Franche-Comté.

## Géographie
Rennes-sur-Loue est situé au nord-est de la France, en Franche-Comté, dans le Doubs, à 35 km au sud de Besançon et sur la frontière Doubs-Jura, au confluent de la Loue et de la Furieuse.
Le village est installé en rive gauche de la Loue qui est en partie dérivée vers un bief par un barrage double de 330m de long.

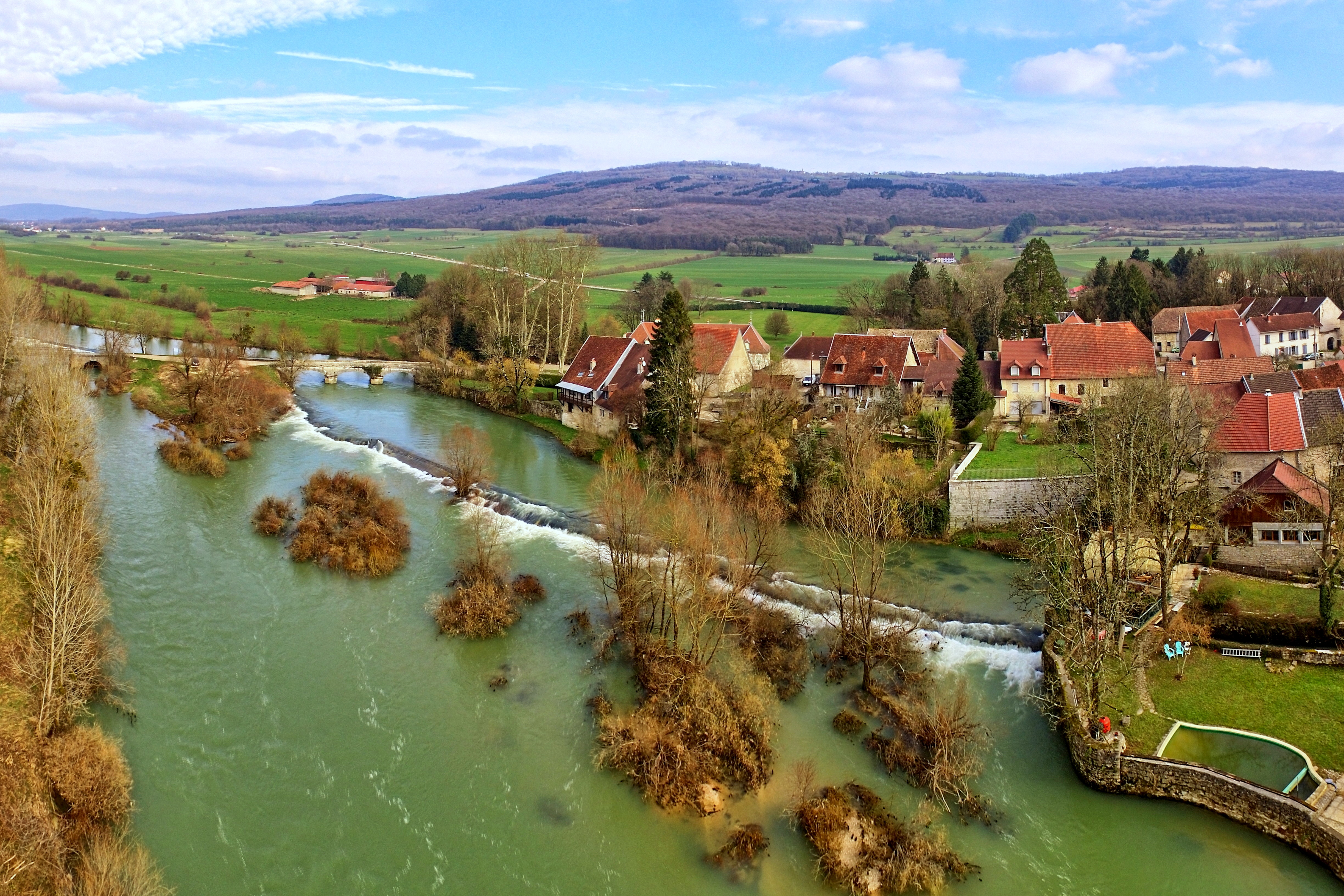
Le village et son barrage sur la Loue.

### Toponymie
Reigne en 1256 ; Regne en 1297 ; Raignie en 1318 ; Rayne en 1400 ; Rainne en 1570 ; Raynes en 1591 ; Reynnes en 1625.

### Climat
Pour des articles plus généraux, voir Climat de la Bourgogne-Franche-Comté et Climat du Doubs.
En 2010, le climat de la commune est de type climat de montagne, selon une étude du Centre national de la recherche scientifique s'appuyant sur une série de données couvrant la période 1971-2000. En 2020, Météo-France publie une typologie des climats de la France métropolitaine dans laquelle la commune est exposée à un climat semi-continental et est dans la région climatique  Jura, caractérisée par une forte pluviométrie en toutes saisons (1 000 à 1 500 mm/an), des hivers rigoureux et un ensoleillement médiocre. 
Pour la période 1971-2000, la température annuelle moyenne est de 10,9 °C, avec une amplitude thermique annuelle de 17,1 °C. Le cumul annuel moyen de précipitations est de 1 190 mm, avec 13,4 jours de précipitations en janvier et 9,3 jours en juillet. Pour la période 1991-2020, la température moyenne annuelle observée sur la station météorologique de Météo-France la plus proche, « Arc-et-Senans », sur la commune d'Arc-et-Senans à 6 km à vol d'oiseau, est de 11,7 °C et le cumul annuel moyen de précipitations est de 1 182,8 mm. 
La température maximale relevée sur cette station est de 41,5 °C, atteinte le 13 août 2003 ; la température minimale est de −25 °C, atteinte le 2 janvier 1971,,. 
Les paramètres climatiques de la commune ont été estimés pour le milieu du siècle (2041-2070) selon différents scénarios d'émission de gaz à effet de serre à partir des nouvelles projections climatiques de référence DRIAS-2020. Ils sont consultables sur un site dédié publié par Météo-France en novembre 2022.

## Urbanisme

### Typologie
Au 1er janvier 2024, Rennes-sur-Loue est catégorisée commune rurale à habitat dispersé, selon la nouvelle grille communale de densité à 7 niveaux définie par l'Insee en 2022.
Elle est située hors unité urbaine. Par ailleurs la commune fait partie de l'aire d'attraction de Besançon, dont elle est une commune de la couronne,. Cette aire, qui regroupe 310 communes, est catégorisée dans les aires de 200 000 à moins de 700 000 habitants,.

### Occupation des sols
L'occupation des sols de la commune, telle qu'elle ressort de la base de données européenne d’occupation biophysique des sols Corine Land Cover (CLC), est marquée par l'importance des forêts et milieux semi-naturels (51,4 % en 2018), une proportion identique à celle de 1990 (51,4 %). La répartition détaillée en 2018 est la suivante : 
forêts (51,4 %), prairies (24 %), terres arables (14,8 %), zones agricoles hétérogènes (9,8 %). L'évolution de l’occupation des sols de la commune et de ses infrastructures peut être observée sur les différentes représentations cartographiques du territoire : la carte de Cassini (XVIIIe siècle), la carte d'état-major (1820-1866) et les cartes ou photos aériennes de l'IGN pour la période actuelle (1950 à aujourd'hui).

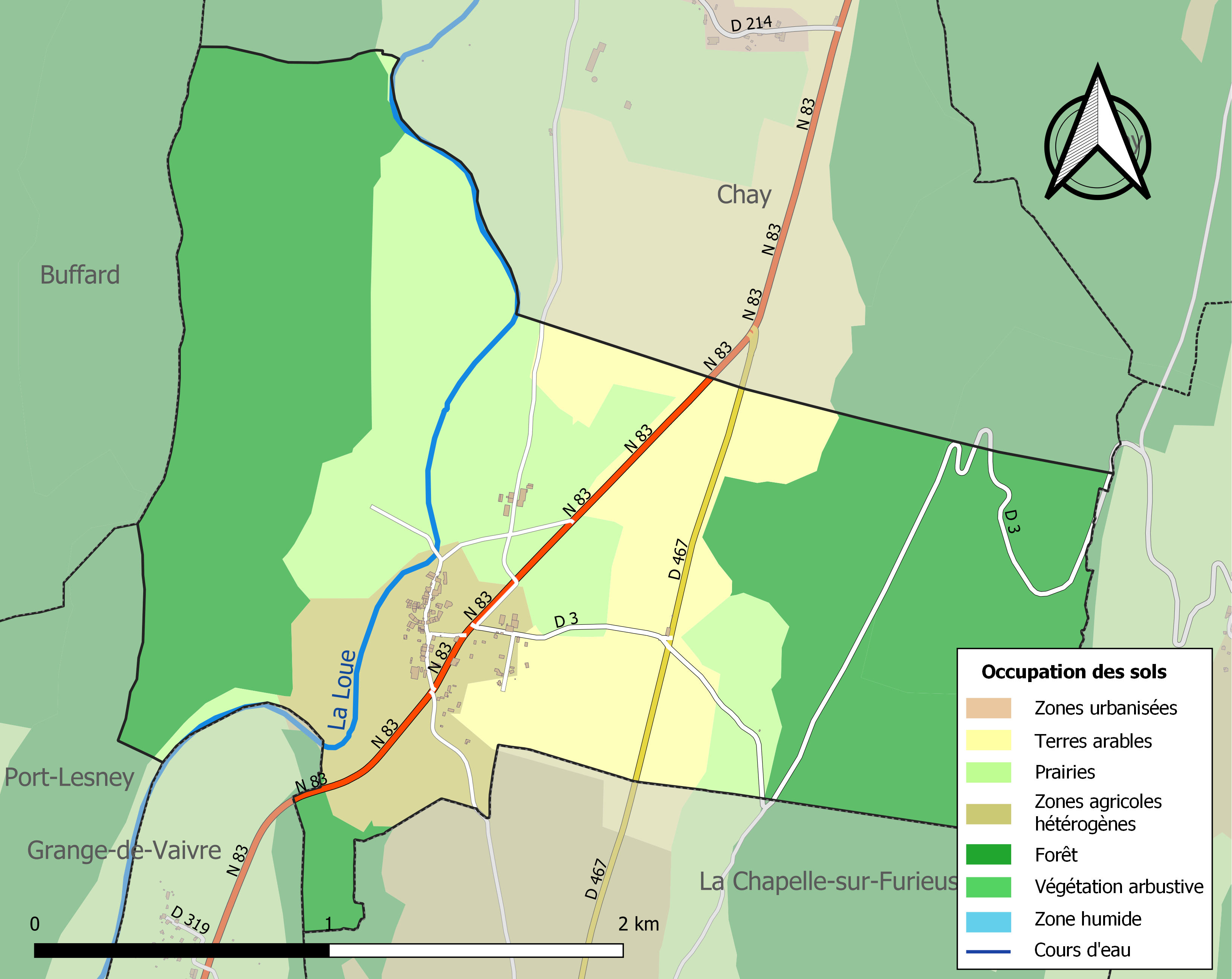
Carte des infrastructures et de l'occupation des sols de la commune en 2018 (CLC).

## Géologie
Rennes comprend plusieurs gouffres, dolines et grottes, dont une qui a servi de cachette à un homme durant la Seconde Guerre mondiale

## Histoire
Rennes-sur-Loue est un ancien village fortifié, limitrophe du Jura au confluent de la Loue et de la Furieuse. Son ancienne orthographe est Resnes-sur-Loue.
Plusieurs ponts permettent d'admirer les anciennes maisons au bord de la Loue. Le village est situé sur l'axe de l'ancienne voie romaine Salins-les-Bains-Quingey. Vers le milieu du XIIIe siècle, Jean de Chalon donne la seigneurie de Rennes-sur-Loue en fief à Hugues de Rans.
Hormis leur droit de suzeraineté, les Chalon possèdent d'abord peu de biens à Rennes, puis ils multiplient petit à petit leurs possessions.
En 1277, Jean II de Chalon achète le bourg.
La famille ne réside pas sur la seigneurie, qui est représentée par un châtelain.
Au XVe siècle et au XVIe siècle, elle est plusieurs fois vendue et rachetée, les Chalon se réservant à chaque vente le droit de suzeraineté.
Les Nassau, princes d'Orange, héritent des Chalon vers 1530. Le territoire de Rennes-sur-Loue est confisqué en 1567 par le roi d'Espagne, après la révolte des Pays-Bas contre la puissance espagnole, menée par Guillaume de Nassau.
Au XVIIIe siècle, la famille Girod, anoblie par charge, est propriétaire de la seigneurie.
Le phylloxéra détruit le vignoble de Rennes-sur-Loue en 1883.
Le château a été construit au début du XVIIIe siècle et les maîtres des lieux (la famille Girod) ouvrent en 1829 une vaste orangerie. Le château est maintenant possédée par la famille de Guillebon.
Une source-lavoir, située entre les deux châteaux, donne naissance à un ruisseau nommé Grande Fontaine qui longe les terrasses de l'orangerie et du château, pour se jeter dans la Loue en amont du pont de pierre.

## Politique et administration
| Période                                  | Période                     | Identité                                               | Étiquette | Qualité                                       |
| ---------------------------------------- | --------------------------- | ------------------------------------------------------ | --------- | --------------------------------------------- |
| mars 2008                                | En cours (au 1er juin 2020) | Thierry Maire-du-Poset, Réélu pour le mandat 2020-2026 | DVD       | Exploitant agricole, conseiller départemental |
| Les données manquantes sont à compléter. |                             |                                                        |           |                                               |

## Démographie
L'évolution du nombre d'habitants est connue à travers les recensements de la population effectués dans la commune depuis 1793. Pour les communes de moins de 10 000 habitants, une enquête de recensement portant sur toute la population est réalisée tous les cinq ans, les populations de référence des années intermédiaires étant quant à elles estimées par interpolation ou extrapolation. Pour la commune, le premier recensement exhaustif entrant dans le cadre du nouveau dispositif a été réalisé en 2006.

En 2022, la commune comptait 107 habitants, en évolution de +8,08 % par rapport à 2016 (Doubs : +1,88 %, France hors Mayotte : +2,11 %).
| 1793 | 1800 | 1806 | 1821 | 1831 | 1836 | 1841 | 1846 | 1851 |
| ---- | ---- | ---- | ---- | ---- | ---- | ---- | ---- | ---- |
| 258  | 234  | 246  | 262  | 280  | 287  | 267  | 272  | 276  |

| 1856 | 1861 | 1866 | 1872 | 1876 | 1881 | 1886 | 1891 | 1896 |
| ---- | ---- | ---- | ---- | ---- | ---- | ---- | ---- | ---- |
| 244  | 236  | 241  | 200  | 189  | 189  | 195  | 204  | 204  |

| 1901 | 1906 | 1911 | 1921 | 1926 | 1931 | 1936 | 1946 | 1954 |
| ---- | ---- | ---- | ---- | ---- | ---- | ---- | ---- | ---- |
| 184  | 184  | 181  | 148  | 139  | 117  | 129  | 108  | 109  |

| 1962 | 1968 | 1975 | 1982 | 1990 | 1999 | 2006 | 2011 | 2016 |
| ---- | ---- | ---- | ---- | ---- | ---- | ---- | ---- | ---- |
| 97   | 81   | 99   | 75   | 94   | 90   | 93   | 91   | 99   |

| 2021 | 2022 | - | - | - | - | - | - | - |
| ---- | ---- | - | - | - | - | - | - | - |
| 108  | 107  | - | - | - | - | - | - | - |

Les habitants sont appelés les Regnaux.

## Lieux et monuments
- Le château de Rennes-sur-Loue du XVIIIe siècle inscrit aux monuments historiques.
- Le chemin des Gabelous passe à Rennes. C'est une double conduite de bois qui permettait à la saline d'Arc-et-Senans de recevoir le sel sous forme de saumure depuis les salines de Salins-les-Bains via le Saumoduc de Salins-les-Bains à Arc-et-Senans. Sur cette conduite se trouve le  passage sous la route de Lyon, un des bâtiments de transit de la saumure. Datant de la fin du XVIIIe siècle, le bâtiment est inscrit aux monuments historiques depuis 2009.
- L'église de la Vierge-Marie.
- Le pont double sur la Loue.

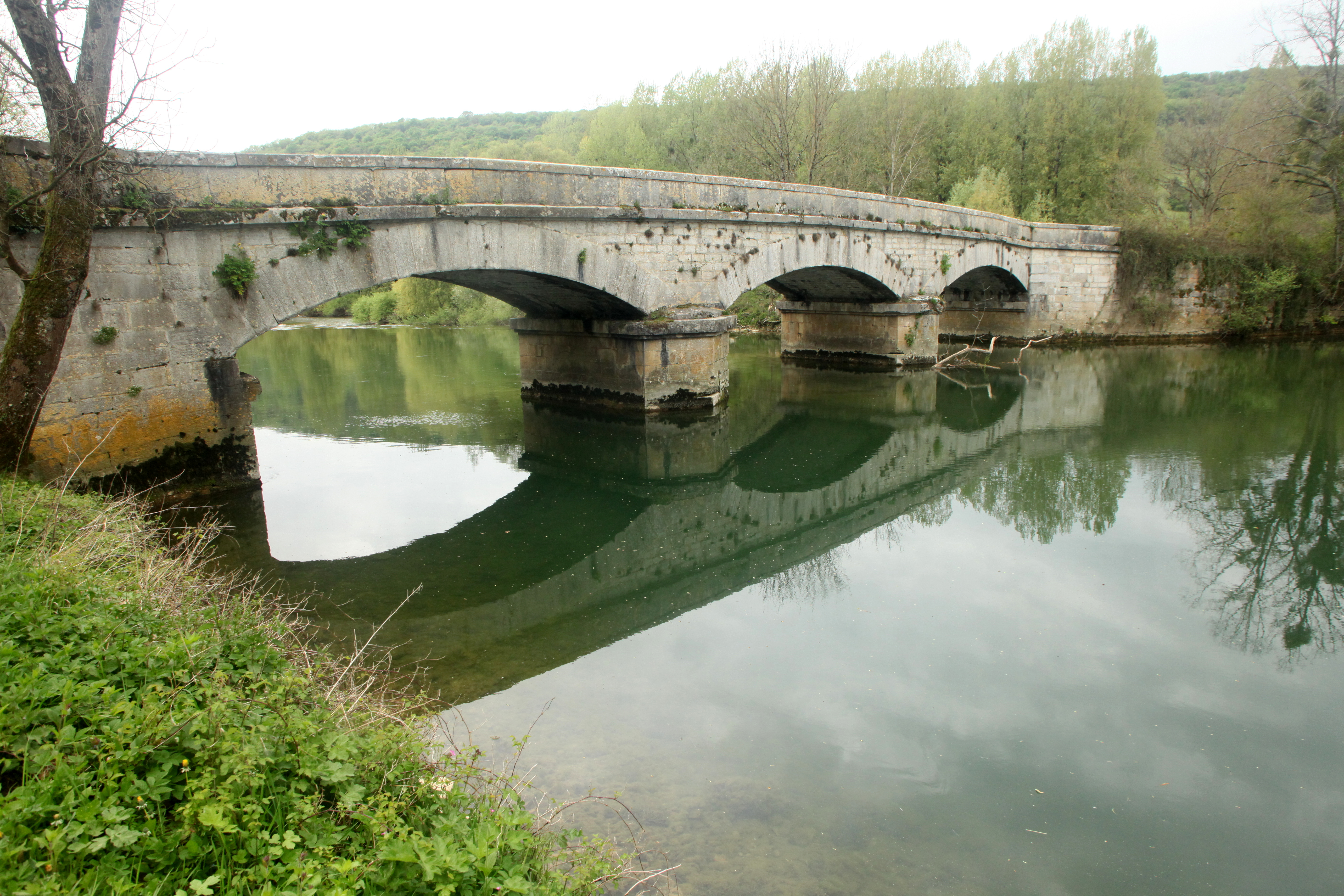
Pont sur la Loue.
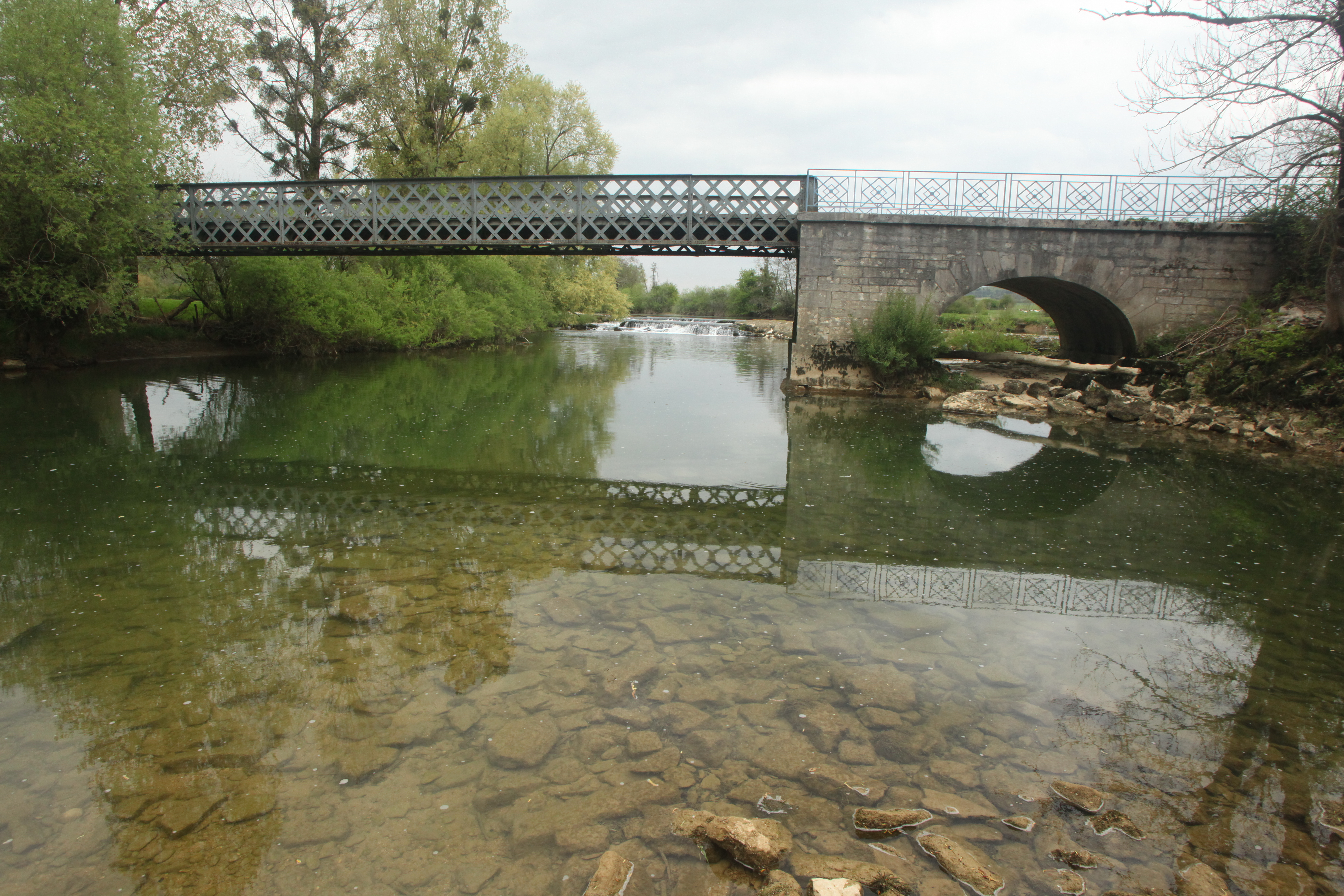
Pont sur la Loue.
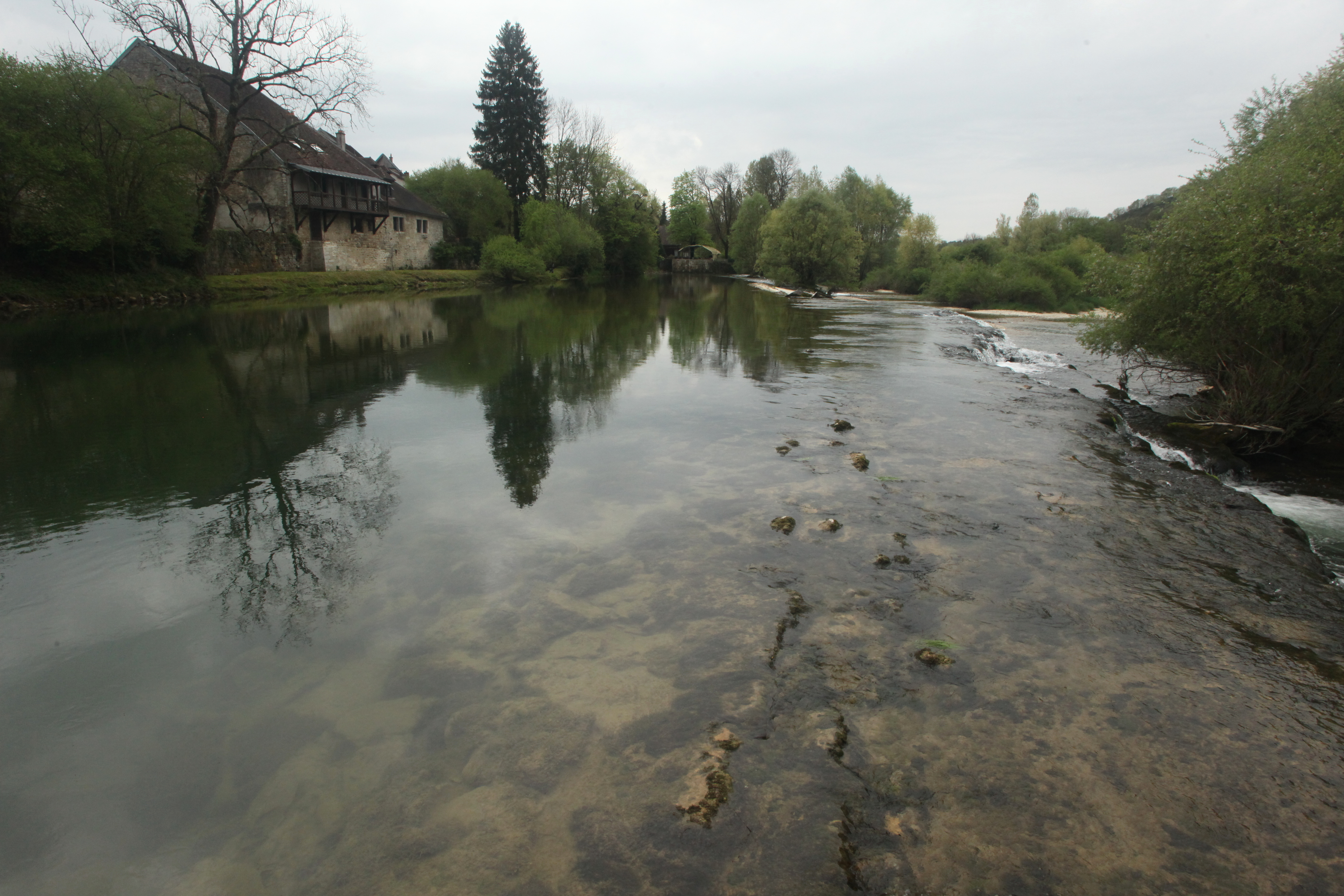
La Loue.
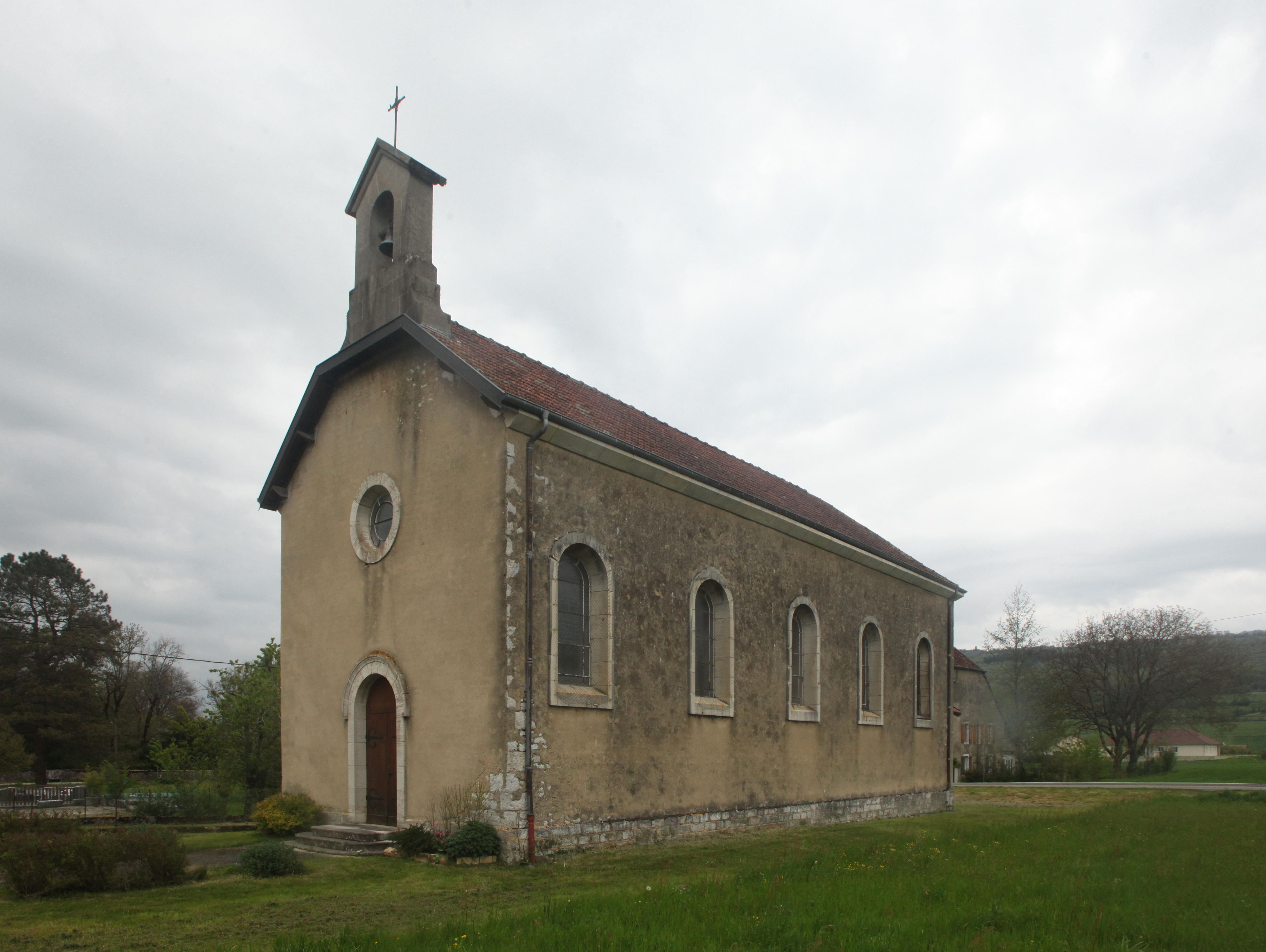
L'église.